# Palilogie
Een palilogie is een stijlfiguur die uit een herhaling van een enkel woord bestaat om dat daarmee te accentueren.
Het effect ervan is dat de nadruk op het bedoelde woord komt. De betekenis ervan wordt als het ware onderstreept.
voorbeelden
- We kochten voor de lol een oudejaarslot en wonnen zomaar een ton, een ton.
- Weet je wat er in die cakejes zit? Granaatappeljam, granaatappeljam.
- Hoera, hoera, hoera.

De palilogie lijkt erg op een geminatio, al heeft die een iets andere oorsprong.